# Plagiocefalie
Plagiocefalie is asymmetrie van de schedel die bij pasgeborenen vooral optreedt als gevolg van een te nauw geboortekanaal. Dit gaat vrijwel altijd in enkele weken over. Bij oudere baby's noemt men het positionele plagiocefalie of deformatieve plagiocefalie en is het een gevolg van een voorkeurshouding, waarbij de baby steeds op een vaste manier in bed ligt en de onderliggende kant van het hoofd afgeplat raakt. 
Het is meestal voldoende de baby afwisselend op verschillende zijden in de wieg te leggen. In eerste instantie wordt het vaak op het consultatiebureau besproken en kunnen houdingsadviezen gegeven worden. In een kwart van de gevallen is het nuttig om ook fysiotherapie te geven. Soms is het nodig de babyschedel te corrigeren met gebruikmaking van een redressiehelm. Dit kan bij een leeftijd van vier maanden tot twee jaar.
Zeldzamer is een schedelvervorming door het vroegtijdig sluiten van schedelnaden: craniosynostose. Plagiocefalie en craniosynostose zijn te onderscheiden doordat bij craniosynostose houdingsadviezen niet helpen. Chirurgische behandeling nodig kan zijn.